# 도미네역
도미네역(일본어: 富根駅)은 일본 아키타현 노시로시에 위치한 동일본 여객철도 오우 본선의 철도역이다. 상대식 승강장 2면 2선의 구조를 갖춘 지상역이다.

## 타는 곳
| 1 | ■ 오우 본선 | (하행) | 오다테 · 히로사키 방면     |
| 2 | ■ 오우 본선 | (상행) | 히가시노시로 · 아키타 방면 |

## 이용 현황
- 2005년 기준 : 97명.

## 역 주변
- 노시로 시청 도미네 출장소

## 인접 역
| 동일본 여객철도 오우 본선 | 동일본 여객철도 오우 본선 | 동일본 여객철도 오우 본선 |
| ------------------------- | ------------------------- | ------------------------- |
| 쓰루가타 요코테 방면      | ■ 보통                    | 후타쓰이 아오모리 방면    |